# Фиуме (тежък крайцер, 1930)
Вижте пояснителната страница за други значения на Фиуме.
Фиуме (на италиански: Fiume) е тежък крайцер от типа „Зара“ на Реджия Марина (Италианския Кралски военноморски флот), който служи в началото на Втората световна война. Името на кораба произлиза от италианското име на град Риека (днес в Хърватия). Девизът на крайцера е Sic indeficienter virtus (С неизменна храброст), получен от мотото на града от 1659 г., Indeficienter.
Построен в корабостроителницата Stabilimento Tecnico Triestino в Триест, корабът влиза в строй в края на 1931 г.
Има силно брониране по сравнение с еднокласните британски крайцери, поради което водоизместимостта на крайцера с 15% надвишава допустимото според Вашингтонския договор от 1922 година.
По време на Испанската гражданска война, корабът служи в Западното Средиземноморие.
На 17 май 1937 г. „Фиуме“ е определен за флагман на 1-ви крайцерски дивизион, базиран в Таранто. През април 1939 г., корабът участва в окупацията на Албания, заедно със „Зара“.
На 29 март 1941 г., заедно със еднотипните крайцери „Зара“ и „Пола“, е потопен в битката при нос Матапан от артилерийския огън на английските линейни кораби „Уорспайт“, (HMS Warspite (03)), „Валиант“ (HMS Valiant (02)) и „Баръм“ (HMS Barham (04)) в точката с координати 35°21′ с. ш. 20°57′ и. д. / 35.35° с. ш. 20.95° и. д..
От 1104 души на борда, загиват 813. Сред тях е и командирът, капитан Джорджо Джорджис, който е награден със Златен медал за военна храброст.

## Коментари
1. ↑  Всички данни са към юни 1940 г.